# محمد العرابی
محمد عرابی (عربی: محمد العرابي؛ زادهٔ ۱۹۵۱)یک دیپلمات اهل مصر است. وی سفیر پیشین مصر در آلمان و در سفارت‌های مصر در کویت، لندن، واشینگتن و تل‌آویو به کار پرداخته است.
وی قبل از اینکه به سن بازنشستگی برسد در مارس ۲۰۱۱ معاون امور اقتصادی وزیر خارجه مصر انتخاب شد و تا ۱۸ ژوئن ۲۰۱۱ ادامه یافت. سپس وی وزیر خارجه مصر در کابینهٔ عصام شرف در ۶ ژوئن ۲۰۱۱ شد و بعد از ظهر شنبه ۱۶ ژوئیه همان سال از منصبش استعفا کرد.